# Seznam největších světových soch a sousoší
Toto je seznam největších světových soch a sousoší.

## Největší světové sochy

### Buddha
- Buddhova socha v Číně (Čína, Le-šan), 128 m socha, 208 m s podstavcem
- Buddhova socha v Barmě (Barma, Khatang Taung)
- Buddhova socha v Japonsku (Japonsko, Ušiku), 100 m socha, 120 m s podstavcem

### Kristus
- Socha Krista Spasitele (Brazílie, Rio de Janeiro), 30 m socha, 37 m s podstavcem
- Socha Krista Krále (Polsko,  Świebodzin), 36 m socha
- Socha Kristus Tichomoří (Peru, Morro Solar de Chorrillos)

### Ostatní
- Socha Sardára Vallabhbháího Patéla (Indie, Gudžarát), 182 m socha
- Matka vlast volá (Rusko, Volgograd), 85 m socha
- Socha Svobody (Spojené státy americké, New York), 46 m socha, 93 m s podstavcem
- Socha Bavarie (Německo, Mnichov), 18,5 m socha, 27,4 m s podstavcem
- Socha Kuan-Jina (Čína, San-ja)
- Jezdecká socha Čingischána (Mongolsko, Ulánbátar)
- Monument znovuzrození Afriky(Senegal, Dakar), 49m socha

## Největší světová sousoší
- Stalinův pomník (Československo, Praha) (zbourán v roce 1962)
- Sousoší Jena a Chuang Čeng-čoua
- Dělník a kolchoznice (Rusko, Moskva)
- Monument znovuzrození Afriky (Senegal, Dakar)
- Mount Rushmore, reliéfní sousoší čtyř prezidentů USA (Spojené státy americké, Jižní Dakota, Keyston)